# 粤西绣球
粤西绣球（学名：Hydrangea kwangsiensis）为绣球花科绣球属下的一个种。

## 扩展阅读
- 維基物種上的相關：粤西绣球